# Halina Iwańska
Halina Iwańska, z Hulanickich  (ur. 18 października 1899 w Kijowie, zm. 21 stycznia 1975 w Warszawie) – tancerka nowoczesna, pedagog tańca.

## Życiorys

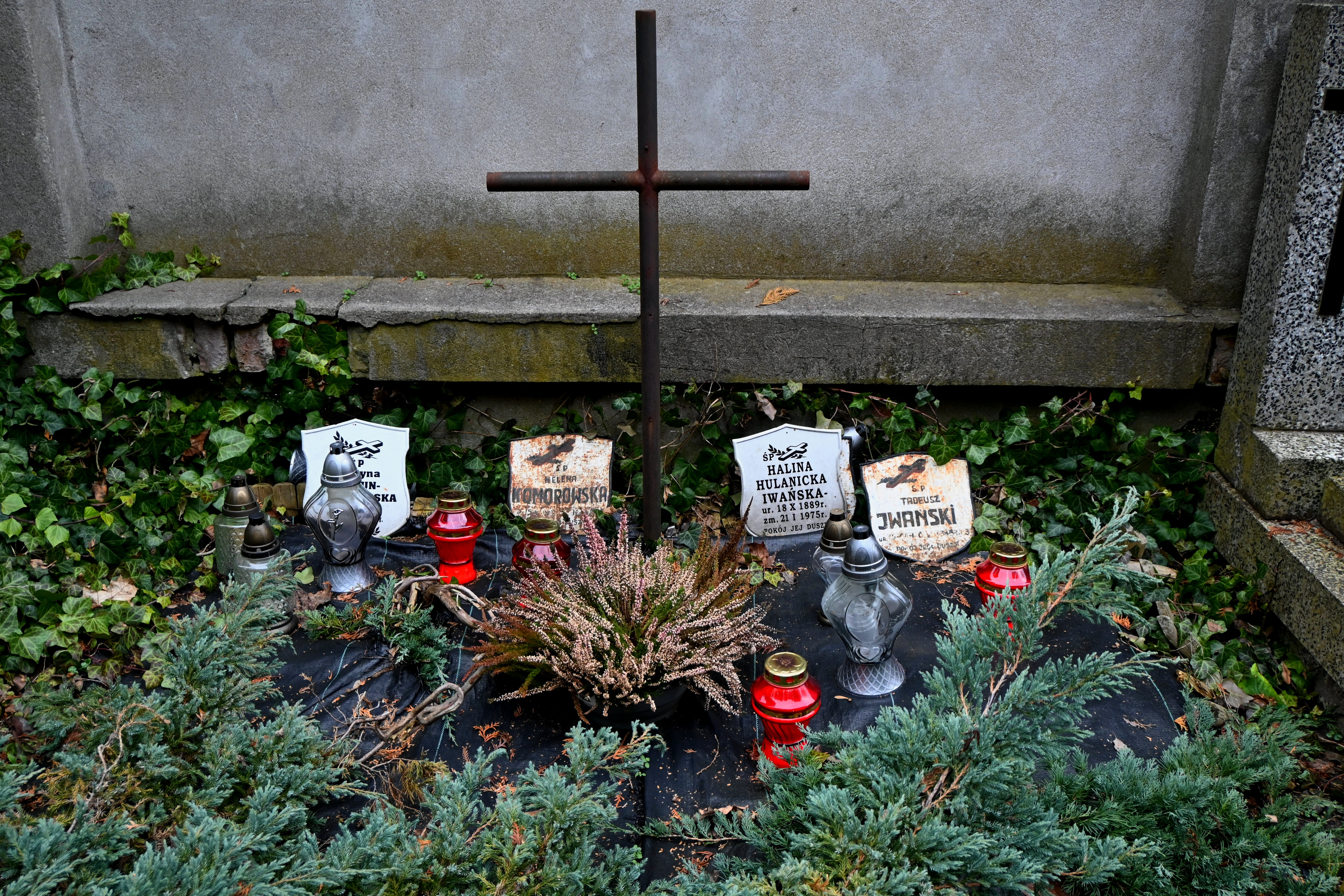
Grób Haliny Iwańskiej na Cmentarzu ewangelicko-reformowanym w Warszawie

Była córką Antoniego i Kazimiery Hulanickich. Tańca uczyła się najpierw w szkole tańca nowoczesnego K. Isaczenko-Sokołowej w Kijowie (1916-17), potem w Szkole Rytmiki i Plastyki Scenicznej J. Mieczyńskiej w Warszawie (1919-20), u Isadory Duncan w Paryżu (1921) i tamże w szkole akrobatyki A. Guichota. Debiutowała w 1922 w Teatrze Polskim w Warszawie, do 1939 występowała z recitalami tańców zawsze we własnym układzie w kraju i za granicą. Sama dobierała muzykę do swoich układów choreograficznych, a często także projektowała kostiumy. Interesowały ją szczególnie tańce egzotyczne (z Indii, Kambodży, starożytnego Egiptu), tańce hiszpańskie, a także tańce pol.  Od początku obok własnej pracy artystycznej zajmowała się także uczeniem, pracowała w warszawskich szkołach: J. Mieczyńskiej (1922-25; od 1923 współdyr. szkoły), w Oddziale Dramatycznym przy konserwatorium muzycznym (1922-24) i tańca akrobatycznego w szkole baletowej (1934-38). W 1934 wchodziła w skład jury międzynarodowego konkursu tańca w Wiedniu. W czasie II wojny świat, została wywieziona na przymusowe roboty do Niemiec. Po powrocie do kraju już nie występowała, zajmowała się nauczaniem, niekiedy współpracowała z teatrami. W 1947-51 pełniła funkcje referenta do spraw choreografii w woj. wydz. kultury we Wrocławiu, 1951-59 była kierownikiem artystycznym Państwowego Liceum Choreograficznego w Sosnowcu (od 1955 w Bytomiu), 1959-63 uczyła tańca klasycznego i charakterystycznego w warszawskiej szkole baletowej. W 1968 przeszła na emeryturę, ale jeszcze do 1971 prowadziła zajęcia z gimnastyki artystycznej w klubie sportowym „Warszawianka”. Pochowana została na cmentarzu ewangelicko-reformowanym w Warszawie (kwatera W-3-4).

## Wybitne wykonania
- „Une jeune filie au jardin” z muzyką F. Mompou
- „Le plus que lente” z muzyką C. Debussy'ego
- „Rumba” z muzyką Magine-Mayerla
- „Meduza” z muzyką C. Scotta
- „Lalka i Pierrot”
- „Mechaniczna markiza”